# Зелёная Диброва (Шосткинский район)
Зелёная Диброва (укр. Зелена Діброва) — село, Свесская поселковая община, Шосткинский район, Сумская область, Украина.
Код КОАТУУ — 5925682502. Население по переписи 2001 года составляло 7 человек .

## Географическое положение
Село Зелёная Диброва находится недалеко от истоков реки Шостка. На расстоянии в 1,5 км расположено село Сороковый Клин, в 2,5 км — Говоруново.